# Liste von Schiffsüberfällen
1992 wurde das Piracy Reporting Centre des International Maritime Bureau in Kuala Lumpur gegründet. Es sammelt Meldungen über Piraterie und wertet sie aus. Außerdem hilft es bei der Suche nach geraubten Schiffen.
Nach Mitteilung des IMB sind im Jahr 2004 bei Seeräuberüberfällen mindestens 30 Menschen ums Leben gekommen – neun mehr als im Vorjahr. 2003 hatte sich die Zahl der Todesopfer durch Piratenangriffe gegenüber dem Vorjahr mehr als verdoppelt. Gleichzeitig registrierte das IMB 2004 einen Rückgang der registrierten Überfälle von 445 auf 329. Brennpunkt der Seeräuberei sind den Angaben zufolge die Gewässer Indonesiens, wo es 2004 zu 93 bekannt gewordenen Angriffen kam. Rang zwei belegt die Straße von Malakka zwischen der Insel Sumatra und der Malaiischen Halbinsel mit 37 Überfällen.
2005 wurden insgesamt 274 Angriffe gemeldet. Dabei wurden 440 Besatzungsmitglieder entführt, meist um Lösegelder zu erpressen. Obwohl das Zentrum der Piraterie weiterhin der Seeraum um Indonesien blieb, hat sich vor der Küste Somalias die Lage, unter anderem durch stark erhöhte Lösegeldforderungen, besonders verschlechtert.

## Statistik der Angriffe (erfolgreich und nicht erfolgreich)
Summe weltweit:
| 1991 | 1992 | 1993 | 1994 | 1995 | 1996 | 1997 | 1998 | 1999 | 2000 | 2001 | 2002 | 2003 | 2004 | 2005 | 2006 | 2007 | 2008 | 2009 | 2010 | 2011 | 2012 | 2013 | 2014 | 2015 |
| ---- | ---- | ---- | ---- | ---- | ---- | ---- | ---- | ---- | ---- | ---- | ---- | ---- | ---- | ---- | ---- | ---- | ---- | ---- | ---- | ---- | ---- | ---- | ---- | ---- |
| 107  | 106  | 103  | 90   | 188  | 228  | 247  | 202  | 300  | 469  | 335  | 370  | 445  | 329  | 276  | 239  | 263  | 293  | 410  | 445  | 439  | 297  | 264  | 245  | 134  |

## 2001
Die Statistik für die Berufsschifffahrt des Piracy Reporting Centre unterscheidet für das Jahr 2001 folgende Fälle:
| Anzahl | Vorgang                    |
| ------ | -------------------------- |
| 210    | an Bord gekommen           |
| 1      | Schiff behindert           |
| 16     | Schiff entführt            |
| 2      | Schiff vermisst            |
| 14     | Schiff unter Beschuss      |
| 83     | Versuch, an Bord zu kommen |
| 9      | unbekannt oder anderes     |
| 335    | Zwischenfälle gesamt       |

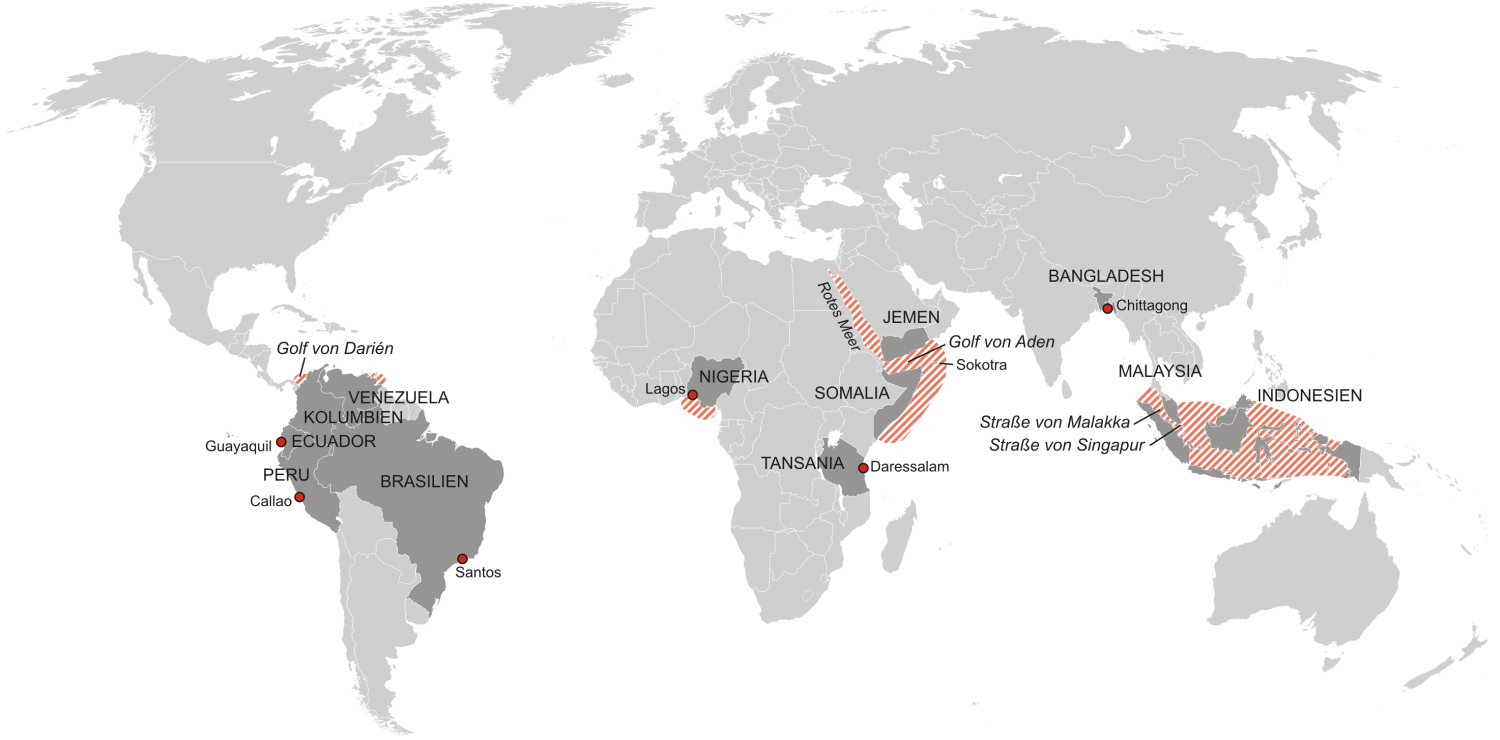
Weltweit von Piraterie betroffene Gebiete

Diese Fälle (2001) gliedern sich auf folgende Länder auf:
| Gegend                       | Vorfälle |
| ---------------------------- | -------- |
| Indonesien                   | 91       |
| Malaysia                     | 19       |
| Straße von Malakka           | 17       |
| Bangladesch                  | 25       |
| Indien                       | 27       |
| Golf von Aden und Rotes Meer | 11       |
| Nigeria                      | 19       |
| Elfenbeinküste               | 9        |
| Somalia                      | 8        |
| Philippinen                  | 8        |
| Vietnam                      | 8        |
| Kamerun                      | 7        |
| Tansania                     | 7        |
| Thailand                     | 6        |
| Ecuador                      | 6        |
| Ghana                        | 5        |
| Dominikanische Republik      | 5        |
| andere Gebiete               | 57       |
| Insgesamt                    | 335      |